# Sermitsiaq.AG
Sermitsiaq.AG ist ein grönländischer Zeitungsverlag.

## Geschichte
Der Verlag wurde am 14. November 2006 als Stiftung gegründet, um fortan die beiden landesweiten grönländischen Zeitungen Atuagagdliutit/Grønlandsposten (AG) und Sermitsiaq sowie die Lokalzeitung Nuuk Ugeavis herauszugeben. Die Atuagagdliutit wurde 1861 gegründet und 1952 mit der 1942 gegründeten Grønlandsposten fusioniert. Die Sermitsiaq erschien erstmals im Jahr 1958. Zum 1. Januar 2010 wurden sermitsiaq.gl und ag.gl, die beiden Onlineausgaben der Zeitungen unter der Domain sermitsiaq.ag zusammengelegt. Unter der Domain erscheinen meist Kurzversionen der Artikel aus der Sermitsiaq, der AG und dem Nuuk Ugeavis. Als Printversion erscheinen beide Zeitungen weiterhin getrennt.